# Jerry Brown
Edmund Gerald "Jerry" Brown, Jr (nascut el 7 d'abril de 1938) és un polític estatunidenc, i el 34è i 39è Governador de Califòrnia en primer mandat de 1975 a 1983 i des de gener de 2011. És el fill de Pat Brown, el 32è governador de Califòrnia (1959-1967).
Jerry Brown, té ascendència irlandesa a través del seu avi patern i ascendència alemanya a través de la seva àvia paterna. Es va graduar a la St. Ignatius High School el 1955 i va estudiar a la Universitat de Santa Clara. El 1956, va entrar al Noviciat del Sagrat Cor, un seminari dels jesuïtes, amb la intenció de convertir-se en sacerdot catòlic. No obstant això, Brown va deixar el seminari i va entrar a la Universitat de Califòrnia, Berkeley, on es va graduar amb un Batxillerat en Arts i Llengües Clàssiques el 1961. Brown va passar a la Facultat de Dret de Yale i es va graduar amb un doctorat en lleis el 1964.
Abans i després dels seus dos primers mandats com a governador, va ser triat per les oficines locals i el Partit Demòcrata. Brown ha exercit com a Procurador General de Califòrnia (2007-2011), alcalde d'Oakland (1999-2007), president del Partit Demòcrata de Califòrnia (1989-1991), secretari d'Estat de Califòrnia (1971-1975), i membre del Los Angeles Community College District, el Consell d'administració de la ciutat (1969-1971).
Fou triat com a governador en el seu tercer mandat no consecutius com a governador, el 2 de novembre de 2010, Brown era el Procurador General de Califòrnia, un càrrec electe. Brown va ser investit formalment com a governador el 3 de gener de 2011, el 28è aniversari del final del seu últim mandat. Durant el seu primer mandat (com a governador de Califòrnia), va ser el sisè governador més jove.
Després de la seva presa de possessió com a governador de Califòrnia el 2011, es va convertir en el governador de més edat en servir el càrrec, a l'edat de 73 anys, Brown és també el més veterà governador servint actualment als Estats Units.
Brown va presentar candidatures demòcrates a la presidència dels Estats Units el 1976, 1980 i 1992, i va ser el candidat demòcrata per al Senat dels Estats Units a Califòrnia el 1982, però no va tenir èxit en aquests intents.